# Kathedraal van Syracuse
De kathedraal van Syracuse is een kathedrale kerk op het Italiaanse eiland Sicilië, gewijd aan de Maagd Maria. Officieel heet de kerk Santa Maria del Piliero of Santa Maria delle Colonne, hetgeen betekent: Heilige Maria van de Zuil(en). De kerk werd gebouwd rond de restanten van een oude Griekse tempel, op het centrale plein van het eiland Ortygia in de stad Syracuse. De kathedraal kent verschillende bouwperioden.

## De tempel van Athena
Basis voor de kathedraal vormde de Griekse tempel, die aan de godin Athena was gewijd. De allereerste Athena-tempel stamde uit het midden van de zesde eeuw v.Chr., maar deze werd verbouwd tot een tempel van de Dorische orde tijdens het bewind van de Dinomeniden, dat wil zeggen: in de eerste helft van de vijfde eeuw v.Chr. Het was een tempel met 6 zuilen aan voor- en achterzijde, en 14 zuilen over de lange zijdes. Elke zuil was ruim 8 meter hoog, en op het dikste punt bijna 2 meter in doorsnee. Nog in de Romeinse tijd werd de tempel van Athena geprezen om haar schoonheid, o.a. door de Romeinse redenaar Cicero.

## Middeleeuwse bouwfase
Waarschijnlijk werden de ruimtes tussen de zuilen aan de buitenzijde in de 7e eeuw na Chr. opgevuld met muren, en werd de tempel gebruikt als moskee. Na de verovering van Sicilië door de Normandiërs volgde er een nieuwe fase in de geschiedenis van het gebouw, namelijk die van hoofdkerk van Syracuse.

## Omvorming tot het huidige gebouw
Net als veel andere monumenten in het zuidwesten van Sicilië raakte ook de kathedraal van Syracuse ernstig beschadigd door enorme aardbevingen, met name die van 1542 en die van 1693. Na de aardbeving van 1542 werd de kerk provisorisch hersteld. In de jaren 1620 bouwde architect Giovanni Vermèxio aan de Sacramentskapel in de kathedraal.
De aardbeving van 1693 maakte reconstructie van het hele gebouw noodzakelijk, en zo ontstond bijvoorbeeld de barokke gevel van de hand van Andrea Palma (1728-1754). De kathedraal bevat diverse schilderijen en andere kunstwerken van kunstenaars uit de late middeleeuwen en uit de barok.

## Hergebruik van materialen
Het hoofdaltaar van de kerk werd opgebouwd in 1659, op de basis van een architectonisch fragment uit de Dorische Athena-tempel. Meest in het oog springend zijn echter de zuilen van de Athena-tempel, die zowel in het interieur van de kerk als in het exterieur nog goed te zien zijn.

## Galerij

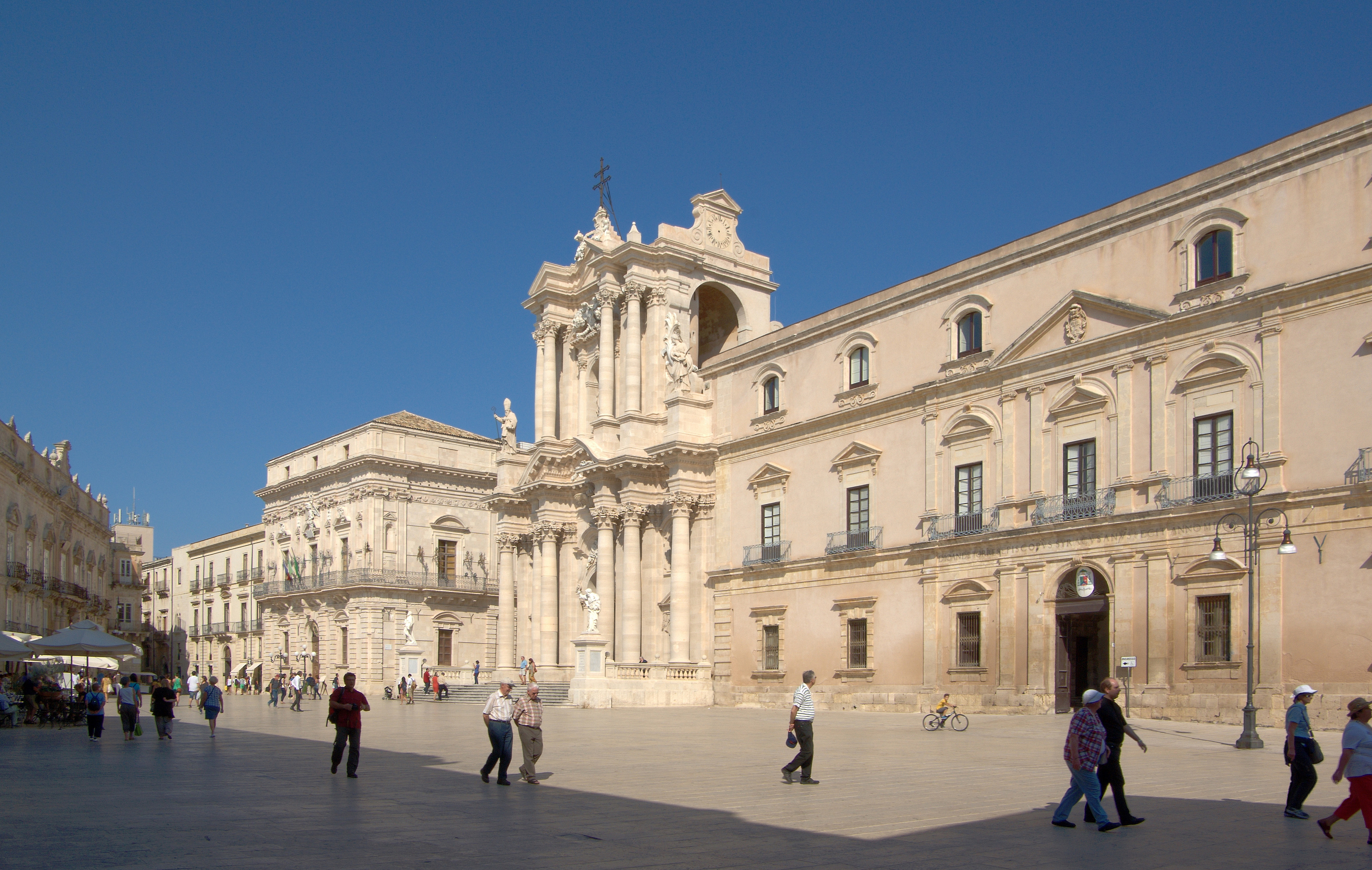
het Domplein in Syracuse
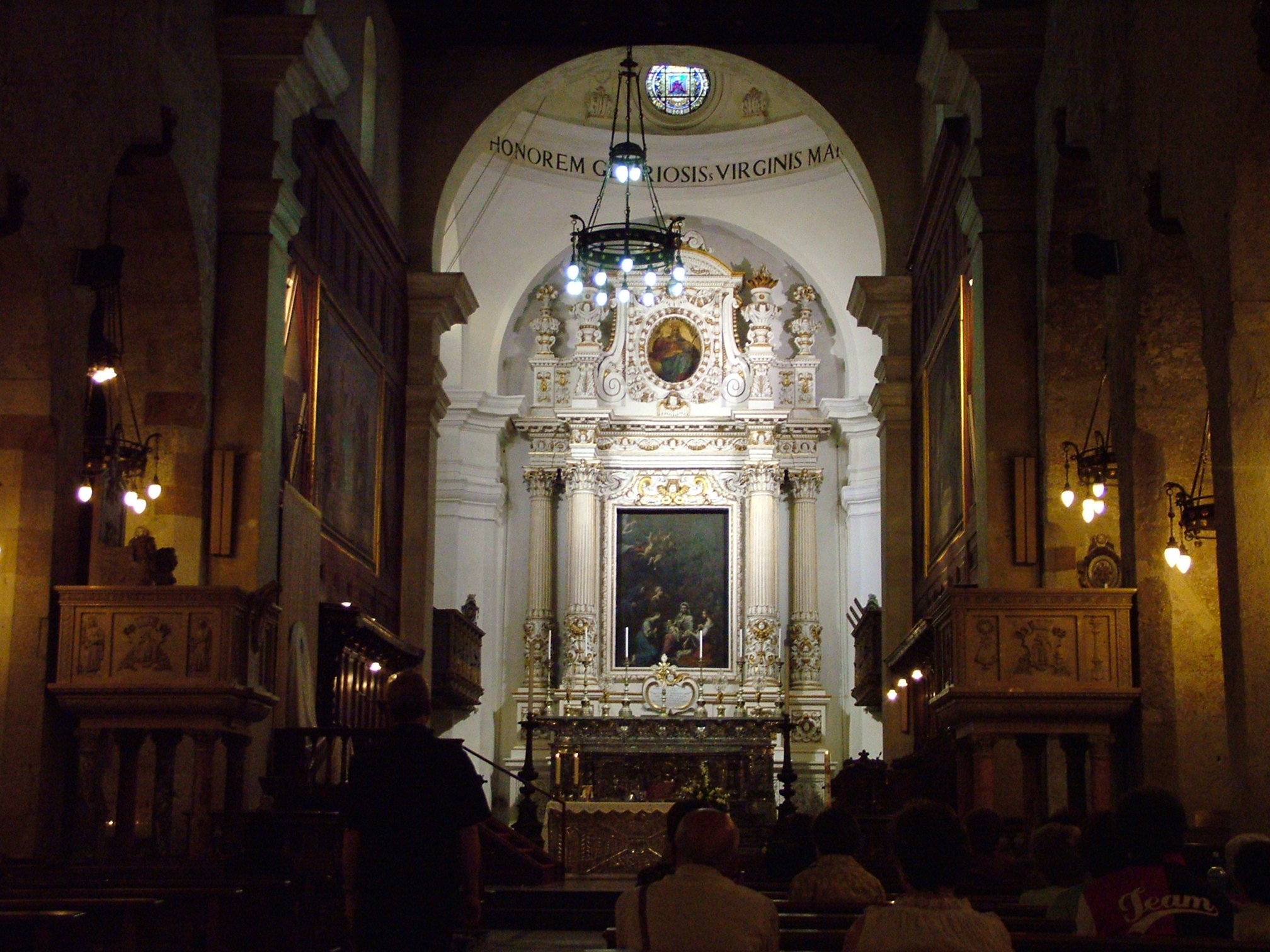
het hoofdaltaar in de kathedraal
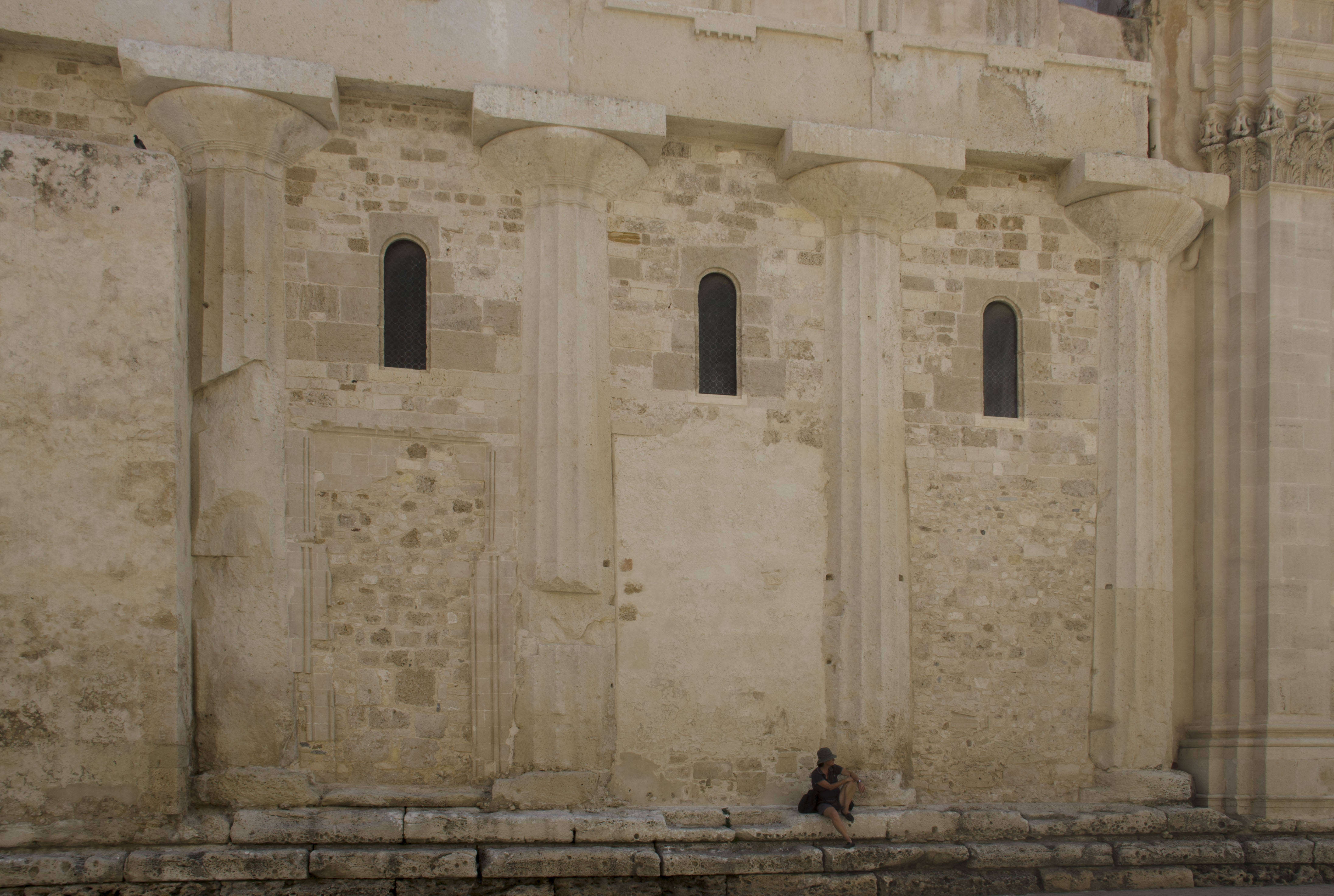
buitenkant van de kathedraal, met Dorische zuilen
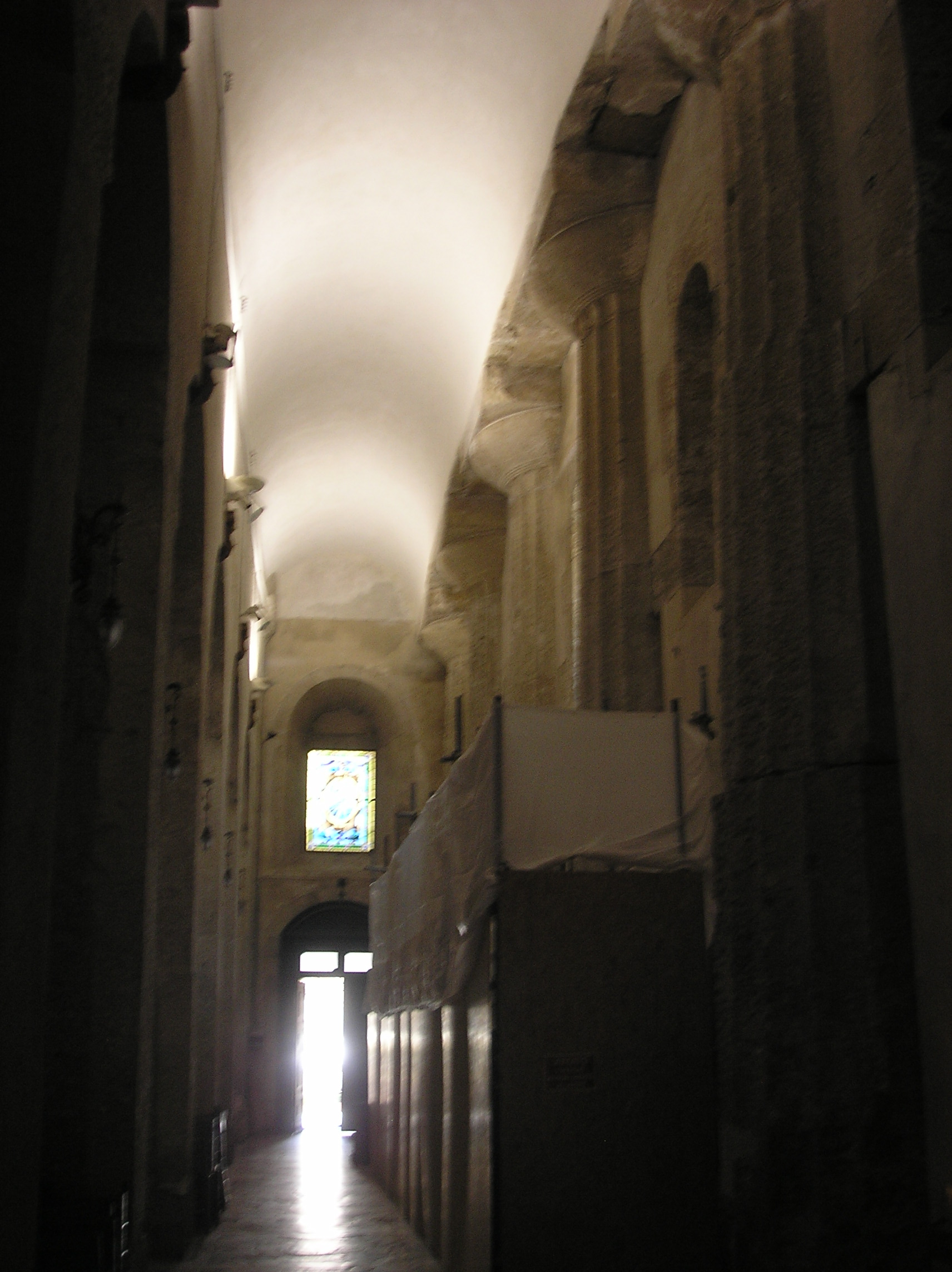
binnenzijde van de kathedraal, met Dorische zuilen